# 蔡昇 (景泰進士)
蔡昇（1417年—？），字孟暘，河南開封府祥符縣人，軍籍，明朝政治人物。進士出身。

## 生平
河南鄉試第二十八名。景泰二年（1451年）辛未科會試第二百名，殿試登進士第三甲第十五名。

## 家族
曾祖蔡清甫。祖父蔡時中。父亲蔡遵道。